# Venus Boyz
Venus Boyz es una película suizo-alemana sobre el cambio de identidades de género entre drag kings, personas transgénero y activistas de género. La película, dirigida y escrita por Gabriel Baur y estrenada en 2002, es una mezcla de documental y largometraje y se desarrolla en Nueva York, Londres y Berlín. Gabriel Baur pasó cinco años haciendo la película.

## Trama
La película Venus Boyz de Gabriel Baur aborda temáticamente la cuestión de cómo entender al hombre y la mujer en nuestra sociedad actual, tomando principalmente como ejemplo la escena drag king y transgénero de Nueva York, Londres y Berlín. Baur también cuestiona los ideales comunes de belleza.
Venus Boyz comienza con una noche de drag kings y transgénero en Nueva York, en la que los intérpretes van más allá de las fronteras del género. Las mujeres se convierten en hombres, algunas por una noche, otras durante toda su vida. Las drag kings de Nueva York actúan en clubes y se transforman en su alter ego masculino, haciendo parodia y explorando el erotismo masculino y las estrategias de poder.
Luego, la película se traslada a Londres, donde las mujeres experimentan con hormonas y se convierten en nuevos hombres y cyborgs. Baur ilumina el fenómeno de la masculinidad y escenifica la transformación de un género a otro como una performance, una subversión o una necesidad existencial.

## Reparto
Como dice Hans Scheirl, artista y cineasta austriaco, sobre la película, las personas y los protagonistas de la película se influyen mutuamente a través de su participación:

“Principalmente me doy cuenta de que lo que sucede aquí es que se crea un protagonista transpersonal, o un protagonista-multiplicidad. Cada personaje tiene un efecto en la percepción de los demás, así que creo que esta película es futurista”.

– Hans Scheirl

Las personas que protagonizan Venus Boyz son todas personalidades de la escena en la que se mueven e incluyen, entre otros:
- La artista, actriz y activista de género haitiana-estadounidense DRED.[2]

- La pionera del drag king Diane Torr

- La artista visual Volcán Del Lagrace

- El artista berlinés Bridge Markland[3]

- El artista y cineasta Hans Scheirl

- El artista visual Svar Simpson

- La teórica de género Judith Jack Halberstam

- Los artistas y artistas Philly Abe, Shelly Mars, Mo Fischer, Storme Webber, Queen Be Luscious y Mistress Formika.

## Producción y lanzamiento
La producción y realización de Venus Boyz tomó más de cinco años. El estreno fue en el Festival Internacional de Cine de Locarno y el estreno internacional fue en el Festival Internacional de Cine de Berlín en 2002. Venus Boyz se ha proyectado en más de 50 festivales de cine en todo el mundo, entre ellos:
- 2002: Festival Internacional de Cine de Karlovy Vary
- 2002: IFF Outfest de Los Ángeles
- 2002: Festival Internacional de Cine de Moscú
- 2002: Festival Internacional de Cine de Río de Janeiro
- 2002: Muestra Internacional de Cine de São Paulo
- 2002: Festival Internacional de Cine de Chicago
- 2002: FIB de Singapur
- 2002: San Francisco G&L FF
- 2002: Festival de Premios Caballo de Oro de Cine de Taipéi
- 2002: FIB de Haifa
- 2002: FIB de Varsovia
- 2003: Carnaval de Sídney
- 2003: WFFIS de Seúl

El documental vio su estreno en cines en ocho países europeos y en Estados Unidos. Contó también con lanzamientos internacionales de DVD y ventas de televisión.

## Premios
- Mejor Película, Festival Internacional de Cine de Locarno / Semana de la crítica 2001
- Selección Oficial – Berlinale / Panorama 2001
- Nominación Premio del Cine Suizo 2002
- Premio del Público - Festival de Cine Gay y Lésbico de Copenhague 2002
- Premio del Público – Mostra Lambda Barcelona 2003

## Recepción
Ronnie Scheib escribió en Variety: “¡Una exploración bellamente diseñada del mundo de los drag kings! (...) El documental silenciosamente resplandeciente de Gabriel Baur está tan cuidadosamente compuesto y estructurado como los personajes masculinos fabricados de las mujeres que está filmando."

## Material adicional del DVD
El DVD original (Europa/EE. UU.) contiene material extra adicional: los cortometrajes “Venus Boyz around the world” y “Gendervocabulary”, además de una entrevista con la directora.